# Elènia crestablanca
L'elènia crestablanca (Elaenia albiceps) és una espècie d'ocell de la família dels tirànids. Té diverses subespècies que crien en les parts sud i oest de Sud-amèrica. Les més meridionals migren al nord durant l'hivern. A més d'insectívora, és menjadora de gran varietat d'aliments com herba, fruites, llavors i nèctar.
L'hàbitat natural està en els boscos temperats, boscos humits de muntanya tropical o subtropical, matoll d'alta muntanya tropical o subtropical, i els boscos anteriors altament degradats.
El cant sembla un xiulet.